# Camera obscură (film)
Camera obscură este un film românesc din 2016 regizat de Gheorghe Preda.